# Kingsley Sokari
Kingsley Sokari,  né le 30 mai 1995, est un footballeur international nigérian. Il évolue au poste de milieu de terrain à Kazma SC.

## Palmarès
- Vainqueur de la coupe de Tunisie en 2019 avec Club sportif sfaxien et en 2021

## Biographie
Kingsley Sokari participe à la coupe du monde des moins de 20 ans organisée en 2015 en Nouvelle-Zélande. Lors du mondial, il joue quatre matchs, et inscrit un but face à la Corée du Nord.